# Villarrodrigo
Villarrodrigo település Spanyolországban, Jaén tartományban. Villarrodrigo Siles, Torres de Albanchez, Génave, Montiel, Alcaraz és Bienservida községekkel határos. Lakosainak száma 390 fő (2024).

## Népesség
A település népessége az elmúlt években az alábbi módon változott:
| Lakosok száma | 446  | 535  | 532  | 474  | 462  | 458  | 425  | 405  | 375  | 390  |
|               | 2001 | 2004 | 2007 | 2009 | 2012 | 2014 | 2017 | 2019 | 2022 | 2024 |